# Ptychoglossus vallensis
Espèce
Ptychoglossus vallensis est une espèce de sauriens de la famille des Gymnophthalmidae.

## Répartition
Cette espèce est endémique du département de Valle del Cauca en Colombie. Elle se rencontre entre 900 et 1 700 m d'altitude dans le haut bassin du río Cauca,.

## Étymologie
Son nom d'espèce, composé de vall[e] et du suffixe latin -ensis, « qui vit dans, qui habite », lui a été donné en référence au lieu de sa découverte : le département de Valle del Cauca.

## Publication originale
- Harris, 1994 : Review of the teiid lizard genus Ptychoglossus. Herpetological Monographs, vol. 8, p. 226-275.